# Lim Yo-Hwan
Lim Yo-Hwan, född 4 september 1980, känd under smeknamnet SlayerS_`BoxeR` (vanligen förkortat Boxer), är en av de mest framgångsrika realtidsstrategi-spelarna av StarCraft. Han är känd som Kejsaren av sina fans och har över en miljon medlemmar i sin fanklubb och en DVD med sina mest berömda matcher släppt i Sydkorea. Han är känd för sin speciella spelstil som cirkulerar kring genomtänkta och välplanerade strategier samt en väldigt bra kontroll över sina enheter. Boxer har bl.a. vunnit två WCG, två OSL och en MSL. Han var även den första spelaren att nå 100 vinster i  OnGameNet Starleagues (OSL), den mest respekterade ligan i Sydkorea.
När StarCraft II släpptes så var Boxer spelande tränare för det egna laget "Slayers clan". Även om Boxer själv inte rönte mer framgång än en tredjeplatsvid MLG Anaheim 2011 var laget framgångsrikt tills det la ned i slutet av 2011. Boxer gick då över till sitt gamla lag,  SK Telecom T1 som en renodlad tränare. 